# Petr Mikeš
Petr Mikeš (19. srpna 1948 Zlín – 8. února 2016 Benešov) byl český básník, překladatel a redaktor publikující též pod pseudonymem Jan Navrátil. V 70. a 80. letech se podílel na samizdatové edici Texty přátel. V letech 1993–1997 byl redaktorem olomouckého nakladatelství Votobia, 2000–2004 redaktorem nakladatelství Periplum. V posledních letech spolupracoval s nakladatelstvími H a H, Fra, Dybbuk, Knižní klub, Rub a Odeon.

## Život
Své dětství prožil ve Zlíně. Roku 1957 se rodina přestěhovala do Olomouce, kde studoval Slovanské gymnázium (maturoval 1966) a na FF UP angličtinu a ruštinu (1967–1970). Fakultu však nedokončil a státní zkoušky z obou jazyků složil r. 1975 na olomoucké jazykové škole. V letech 1970–1972 absolvoval v Brně na Střední knihovnické škole nástavbové studium knihovnictví a vědeckých informací.
V letech 1973–1974 pracoval v olomoucké Státní vědecké knihovně jako bibliograf, 1975–1976 na Lékařské fakultě UP jako překladatel, v období 1979–1980 pracoval jako noční hlídač, 1981–1990 jako překladatel na Přírodovědecké fakultě UP.
V letech 1971–1989 se podílel na fungování samizdatové edice Texty přátel, která šířila texty volného olomoucko-brněnského seskupení zapovězených autorů (Jiří Kuběna, Jaroslav Erik Frič, Josef Šafařík, Rostislav Valušek, Eduard Zacha aj.) i texty jiných zakazovaných autorů (Zahradníček, Deml, Seifert a mnoho dalších). V edici vyšlo kolem 280 svazků, jeden z prvních titulů byla např. Zahradníčkova La Saletta, byl zde dán prostor jak pro přepisy starších děl, původní básnické sbírky a překlady, tak i pro opisy jiných edic samizdatových a exilových vydavatelství.
V první polovině 70. let se v Brně účastnil projektů bytového divadla nazvaných Šlépěj v okně.
Po roce 1990 absolvoval několik zahraničních studijních pobytů v USA a Velké Británii. V letech 1993–1997 byl redaktorem olomouckého nakladatelství Votobia, které tehdy bylo největším nakladatelstvím na Moravě. Od roku 1998 byl zástupcem šéfredaktora měsíčníku Poradce v Českém Těšíně. Roku 1999 se podílel na založení družstva nakladatelů Periplum a v letech 2000–2004 byl redaktorem tohoto nakladatelství. Jako editor a překladatel spolupracoval např. s nakladatelstvím H a H, Fra, Dybbuk, Knižní klub, Rub, Odeon atd.
Roku 2001 se oženil s Alenou Jakoubkovou, spisovatelkou a bývalou redaktorkou nakladatelství Knižní klub a FortunaLibri. Od téhož roku žil střídavě v Olomouci-Hodolanech a v Praze. V roce 2014 se přestěhoval do Neveklova.

## Dílo
Charakter jeho tvorby velice ovlivnila autorova konverze ke katolicismu (1972). Zřejmé je autorovo spirituální ladění: „Mikešova poezie je spíše spirituální či metafyzická než striktně religiózní, křesťanská nebo přímo katolická.“ Patrný je i vliv Jakuba Demla, Bohuslava Reynka, Jiřího Kuběny, ale i Paula Verlaina. Často užívanou figurou je oxymóron, který v sobě zachycuje rozporuplný život za normalizace, protiklad neochvějné víry a pochybností či nejrůznější paradoxy. Texty bývají poznamenány osobní krizí a autorovým příklonem ke katolické církvi (např. sbírka Básně v próze). Frekventovaný je motiv ohně a ozvláštnění textu metaforami, personifikacemi a přirovnáními.
Kromě spolupráce s edicí Texty přátel se účastnil též různých samizdatových sborníků editovaných v Olomouci, Brně a Praze. Od r. 1990 publikoval ve Fragmentu K (Bratislava), Světové literatuře, Kursu, Scriptu, Hostu, Literárních novinách, Proglasu, Revolver Revue, Listech, Lidových novinách, Hanáckých novinách (Olomouc) aj.
Autorovým druhým tvůrčím prostorem byly překlady. Do češtiny přeložil např. básně Ezry Pounda, Jamese Joyce, Jacka Kerouaca, Kerryho S. Keyse, Allena Ginsberga, Stephena Wattse, Sylvestera Polleta, aj. Jako pseudonym užívá jméno Jan Navrátil. Kromě toho překládal i ze slovenštiny, ruštiny a polštiny.

### Básnické sbírky

#### Samizdat
- Oslovení (1973) – debut v samizdatové edici Texty přátel
- Křehčí než rosa na podzim (1976)
- Drť světla (1977)
- Básně v próze (1977)
- Práh bolesti (1978)
- Triptych (1980)
- Natalet (1980)
- Stříbrný pták ve žluté skříni (1981)
- Stejný svět (1982)
- Básně 1973–1982 (souborné vydání, 1986)

#### Knižní výbory samizdatových textů
- Dům je tam (1993; v samizdatu 1989, polsky pod titulem Dom jest tam, 1991)
- Básně v próze (1996)
- Stříbrný pták ve žluté skříni (1997)
- Jediné touhy zpěv (1998)

#### Oficiální
- Paměť rány (1990; anglicky pod titulem Memory of the Wound, 1994)
- Jen slova / Just words (2005) – dvojjazyčná, česko-anglické vydání, částečné uchýlení k formě haiku
- Starý dům. Haiku a jiné básně (2008)
- Benátské iluminace (2011)
- Dvojdomí (2012)

### Vzpomínky
- Když na tebe sáhne smrt… vzpomínky a portréty (2015)

### Překlady (výběr)
- Borges, Jorge Luis: Zrcadla jsou zvláštní věc (1996)
- Bunting, Basil: Briggflatts (2000)
- Caddel, Richard: Slova straky (2001)
- Delinsky, Barbara: Stopy po ženě (1999)
- Ellis, Bret Easton: Míň než nula (1993, jako Jan Navrátil)
- Gane, Mike: Rozhovory s Baudrillardem (1998)
- Gordimerová, Nadine: Poutníci (2004)
- Grahamová, Caroline: Smrt v převleku (2002)
- Haining, Peter: Zdi iluzí (1998)
- Cha Ťin: Čekání na Lina (2001)
- Image jako obraz. Poesie amerického imagismu (1993)
- Imagisté. Poezie angloamerických imagistů (2000)
- Joyce, James: Komorní hudba (2000)
- Kerouac, Jack: Písmo zlaté věčnosti (1996)
- Kerouac, Jack: Rozprášené básně (1995)
- Keys, Kerry Shawn: Krajina supů (1996)
- Muldoon, Paul: Wishbone / Kost přání (2007)
- Polansky, Paul: Tíživé mlčení: Svědectví těch, kteří přežili Lety (1998)
- Polansky, Paul: Toulavej pes (1999)
- Pound, Ezra: Chtěl jsem napsat ráj (1993)
- Pound, Ezra: Mistr těch, kteří vědí (1995) – výbory z díla, na nichž se podílel také jako překladatel
- Pound, Homer: Syn slavného otce (2011)
- Rachewiltz, Mary de: Diskrétnosti (2009)
- Rachewiltz, Mary de: Rodokmen (2011)
- Rachewiltz, Patrizia de: Můj Tchaj-šan (2010)
- Shuker, Karl: Záhady planety Země (2000)
- Terrell, Carroll F.: Vzpomínky na indiánskou řeku (2002)
- Vítr z Narragansettu. Poezie Nové Anglie (2002)
- Watts, Stephen: Gramsci & Caruso (2003)